# امامزاده تراکتور
امامزاده تراکتور در نزدیکی روستای بردبر از توابع لردگان قرار دارد. «در گذشته شخصی از اهالی یاسوج سوار بر تراکتور عازم زیارتگاهی بنام امامزاده غالب می‌شود که در آن حوالی تراکتور خاموش می‌شود، ناگهان شخصی را می‌بیند که به سوی او می‌آید و با لبخندی به راننده می‌گوید: برو استارت بزن روشن میشه. راننده برمی‌گردد و استارت می‌زند که بلافاصله تراکتور روشن می‌شود و از آن روز این تراکتور برای مردم منطقه مقدس می‌شود چون می‌پندارند شخصی که راننده را به استارت زدن تشویق کرده امامزاده غالب بوده و برای گرفتن حاجت به این تراکتور قفل و دخیل می‌بندند.»

## گزارش‌ها
رسانه‌های حکومتی با درج گزارش اعلام کردند که علم کردن مواردی چون امامزاده تراکتور یکی از ترفندهای دشمنان است تا به این وسیله بتوانند اعتقادات و باور مردم نسبت به ائمه اطهار و نوادگان باواسطه و بی‌واسطه آن‌ها را تحت‌الشعاع قرار دهند (هرچند از زمان‌های گذشته چنین مواردی وجود داشته مانند قدمگاه یا …).

## تکذیب موضوع
اداره کل اوقاف و امور خیریه استان چهارمحال و بختیاری، به دنبال انتشار شایعه «دخیل بستن به تراکتور» در روستای بَردبُر شهرستان لردگان به همراه تصویری در فضای مجازی و واکنش و ناراحتی مردم منطقه، با تکذیب این مطلب اعلام کرد: این مورد به هیچ وجه وجود خارجی ندارد و در حال حاضر، صرفاً قدمگاهی با عنوان قدمگاه امام زمان و مشهور به قدمگاه پیر محمد با ثبت رسمی سازمان اوقاف و امور خیریه کشور در روستای بَردبُر وجود دارد که مورد احترام مردم منطقه است.